# Viktor Kalabis

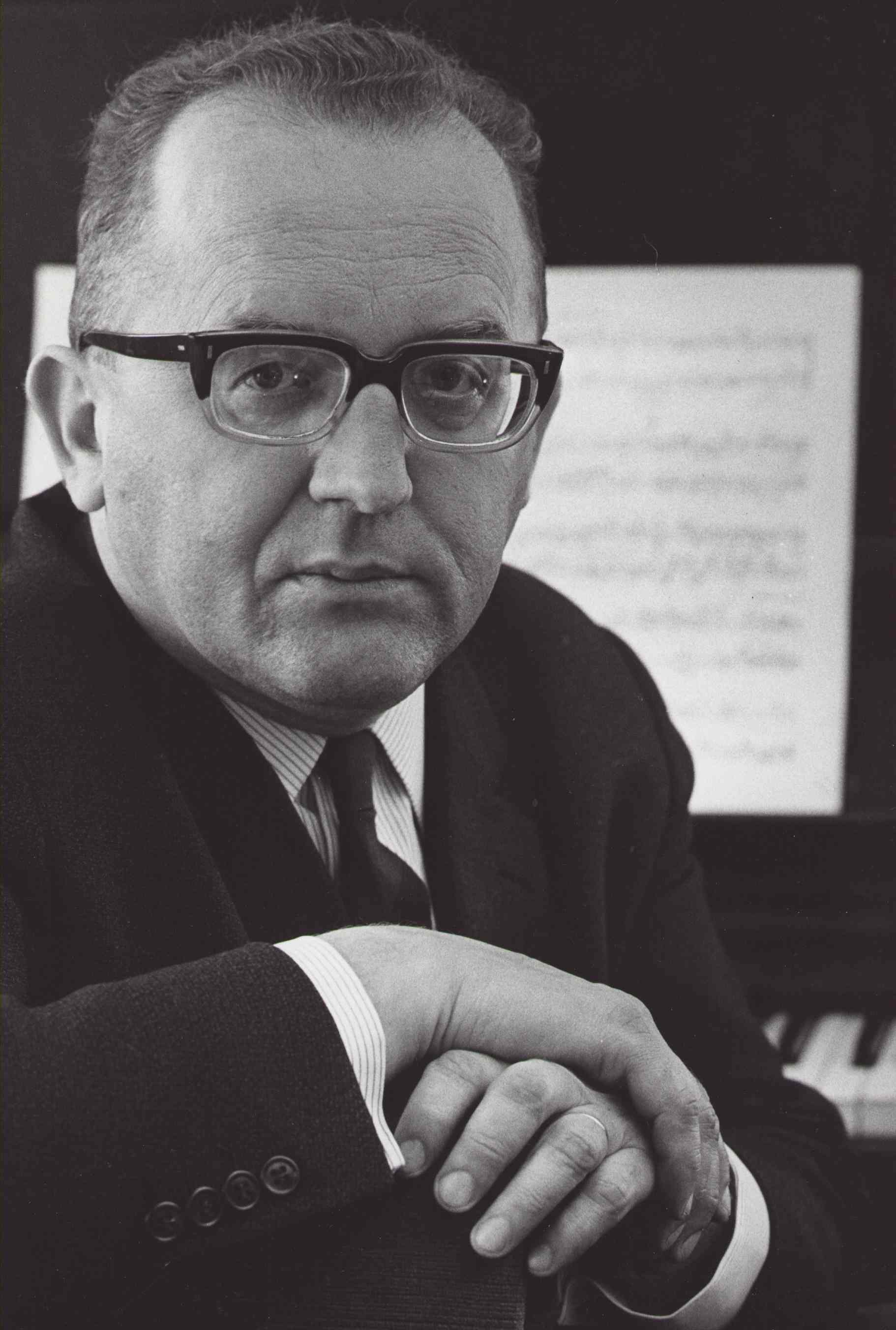
Viktor Kalabis in 1968

Viktor Kalabis (* 27. Februar 1923 in Červený Kostelec; † 28. September 2006 in Prag) war ein tschechischer Komponist.

## Leben
Viktor Kalabis trat bereits als Sechsjähriger öffentlich als Pianist auf. Ein Musikstudium war erst nach Ende der deutschen Besetzung (während der er zur Arbeit in einer Flugzeugfabrik verpflichtet war) möglich. Ab 1945 studierte Kalabis Musikwissenschaft an der Prager Karlsuniversität sowie Komposition am dortigen Konservatorium bei Emil Hlobil. 1948 bis 1952 schloss sich ein Studium an der Akademie der Musischen Künste bei Jaroslav Řídký an. Die Doktorarbeit von Kalabis (über Bartók und Strawinski), der den Eintritt in die Kommunistische Partei ablehnte, wurde jedoch erst 1991 anerkannt. Zwischen 1953 und 1972 war er als Redakteur und Musikregisseur beim Tschechoslowakischen Rundfunk in Prag beschäftigt. Danach lebte er als freischaffender Komponist. 1990 bis 2003 war Kalabis Präsident der Bohuslav-Martinů-Stiftung, außerdem Gründer des Bohuslav Martinů-Instituts.
Kalabis war seit 1952 mit der Cembalistin Zuzana Růžičková verheiratet.

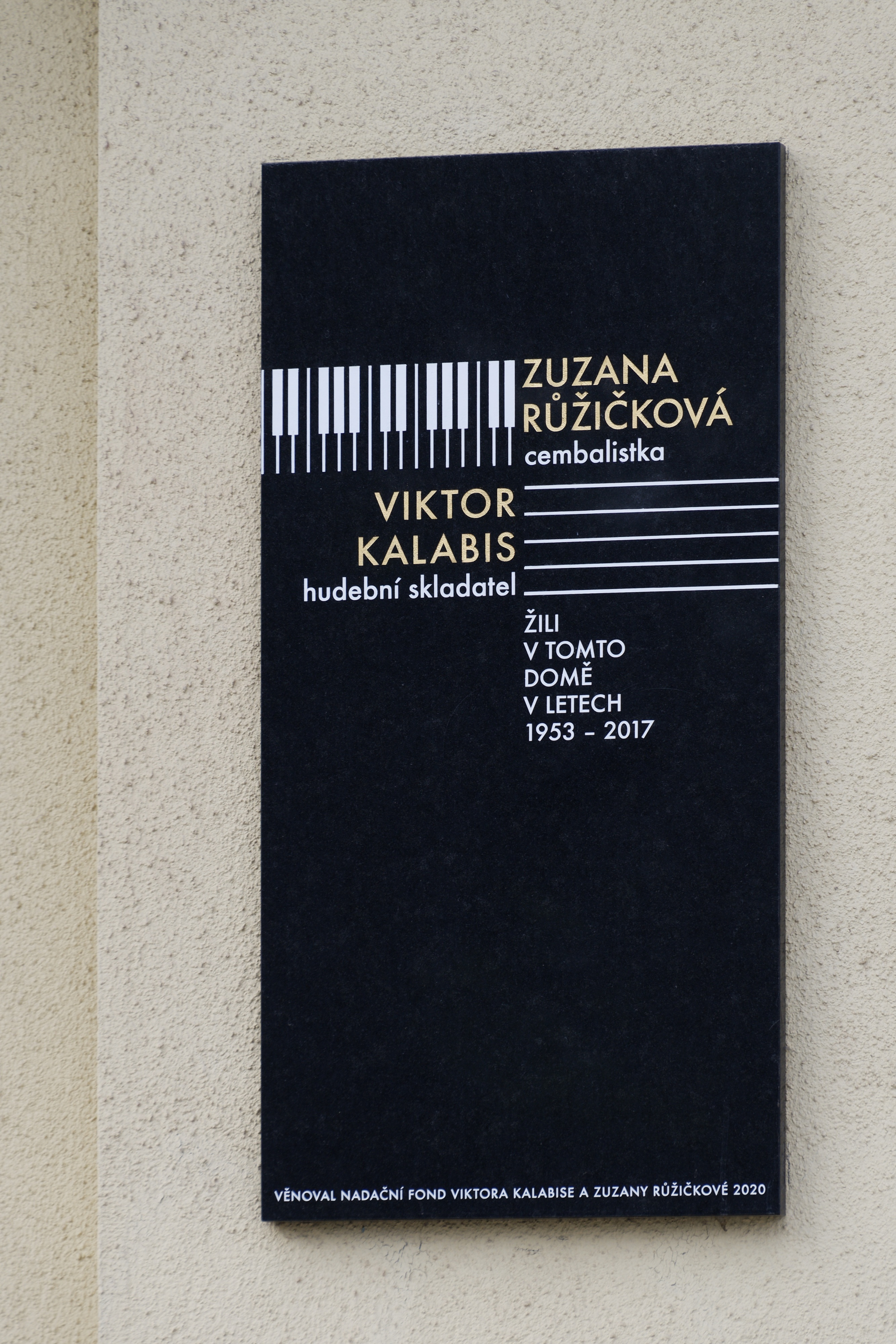
Gedenktafel für Zuzana Růžičková und Viktor Kalabis, Prag 3, Slezská 107

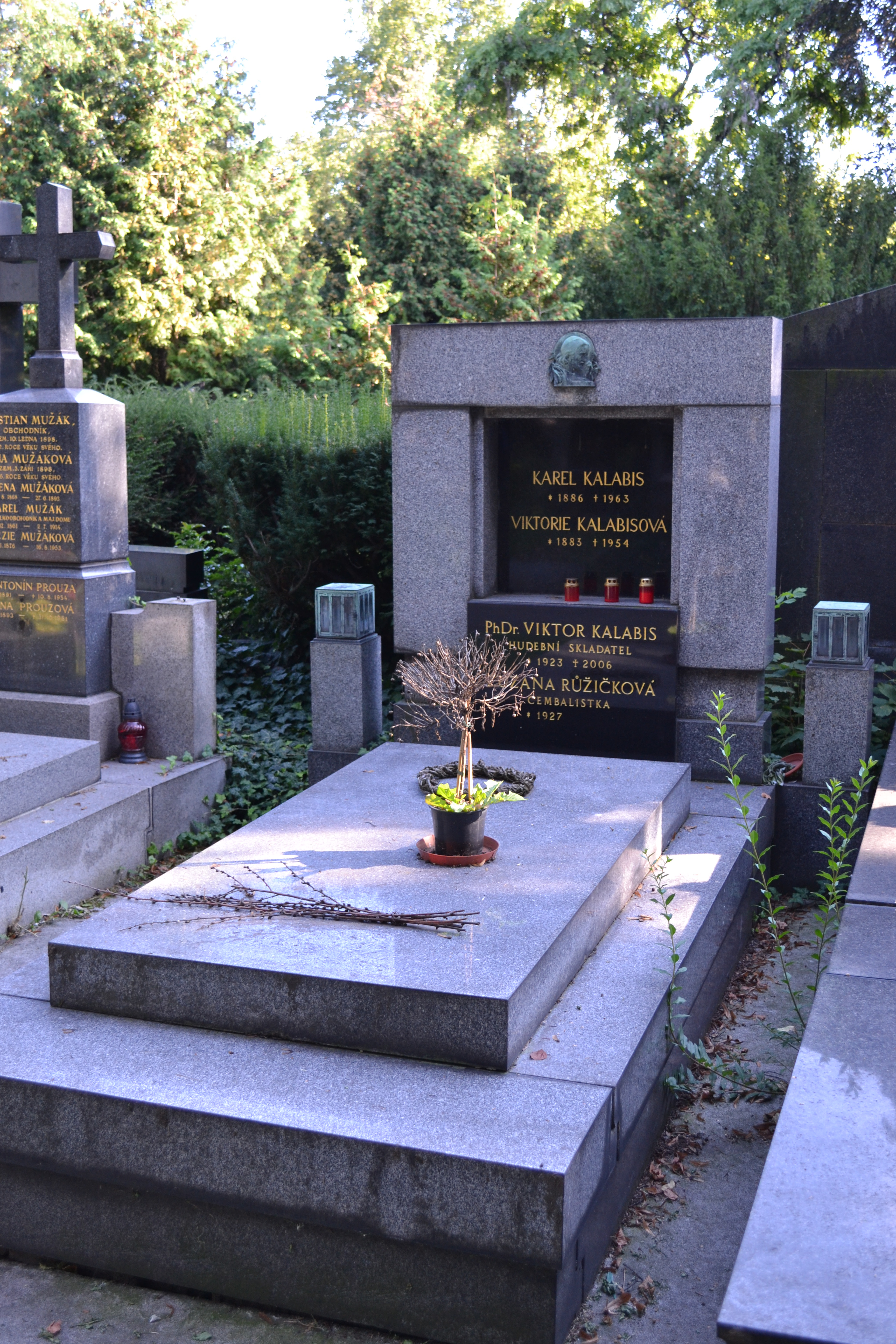
Grab auf dem Vinohradský hřbitov

## Werke
Die Musik von Kalabis steht dem Neoklassizismus nahe. Sein Individualstil ist dabei weniger konziliant als jener des älteren Kollegen Martinů, für dessen Werk sich Kalabis stark einsetzte. Neben immer wieder durchklingenden Vorbildern wie Honegger, Bartók und Strawinski bezog er in einzelnen Werken auch Elemente der Zwölftonmusik und des Serialismus ein, während Einflüsse der Volksmusik seiner Heimat eher im Frühwerk Niederschlag fanden.
Viktor Kalabis schrieb unter anderem 5 Sinfonien (die Nr. 2 „Sinfonia pacis“ erhielt 1969 den Staatspreis), mehrere Solokonzerte – das 1. Klavierkonzert sowie ein Cembalokonzert sind seiner Frau Zuzana Růžičková gewidmet – und Kammermusik (darunter 7 Streichquartette).